# Amanita pseudoporphyria
Amanita pseudoporphyria là một loài nấm thuộc chi Amanita trong họ Amanitaceae. Nguồn gốc phát hiện loài này là ở Nhật Bản, sau đó nấm được biết đến rộng rãi ở phía bắc Ấn Độ, Thái Lan, và Nepal. Loài này cũng thường xuyên xuất hiện trong các cửa hàng thực phẩm ở phía nam Trung Quốc cùng với loài Amanita manginiana có hình dạng gần giống.